# Marreese Speights
Marreese Speights (* 4. August 1987 in Saint Petersburg, Florida) ist ein US-amerikanischer Basketballspieler. Zurzeit spielt er auf den Positionen Power Forward oder Center in der NBA für die Orlando Magic.

## Karriere
In der NBA-Draft 2008 wählten ihn die Philadelphia 76ers an 16. Stelle aus. In den ersten beiden Jahren kam er auf durchschnittlich 16 Minuten Einsatzzeit pro Spiel. Im dritten Jahr spielt er im Schnitt nur noch 11,5 Minuten.
Am 4. Januar 2012 wechselte er in einem Transfer unter Beteiligung der New Orleans Hornets zu den Memphis Grizzlies. Die Grizzlies gaben dafür Xavier Henry und einen Zweitrunden-Draftpick ab. In seiner ersten Saison in Memphis stand Speights erstmals regelmäßig in der Startaufstellung.
Am 22. Januar 2013 wurde Speights von den Grizzlies innerhalb eines Trades zu den Cleveland Cavaliers transferiert. Im Gegenzug wechselte Forward Jon Leuer nach Memphis.
Seit der Saison 2013/14 spielt Speights bei den Golden State Warriors, mit denen er in der Saison 2014/15 den Titel gewann. Aufgrund einer Verletzung verpasste er jedoch einen Großteil der Playoffs und kam in den  Finals nur zu drei Kurzeinsätzen, in denen er im Schnitt 3 Punkte und 1,7 Rebounds verzeichnen konnte.